# جرج کرام
جُرج کروم (انگلیسی: George Crum؛ ۱۵ ژوئیه ۱۸۲۴ – ۲۲ ژوئیهٔ ۱۹۱۴) یک آشپز اهل ایالات متحده آمریکا بود.
جُرج کروم با نام اصلی جُرج اسپک صاحب رستورانی در آمریکا بود که برای اولین بار در سال ۱۸۵۳ چیپس را به مشتریان خود عرضه کرد.

یک روز یکی از مشتریان کرام سیب زمینی‌های سرخ کرده او را به دلیل ضخیم بودن آن نخورد بخاطر همین کرام تصمیم گرفت ورقه‌های سیب زمینی را طوری نازک کند که نیازی به استفاده از چنگال برای خوردن آن نباشد این ابتکار او به مذاق آن مشتری و دیگر مشتریان اطراف او خوش آمد و از آن پس چیپس در لیست غذاها قرار گرفت.

اکنون چیپس یکی از پر طرفدارترین تنقلات در کشورها محسوب می‌شود.